# Коваль Сергій Анатолійович
Сергі́й Анато́лійович Ко́валь (нар. 23 серпня 1986, Красногорівка, Мар'їнський район, Донецька область, Українська РСР, СРСР) — український футзаліст, вінгер івано-франківського «Урагану». Майстер спорту України.

## Клубна кар'єра
З семи років разом з футболом займався ушу.
Почав свою кар'єру у дніпропетровському «Будівелі», але у перших двох сезонах перебував у короткочасних орендах у донецькій «Шахті ім. Засядька» та дніпропетровському «АВІКОМі» відповідно. Поступово став основним гравцем «Будівела».
Найбільш успішним для Коваля став сезон 2006/07, коли він став найкращим бомбардиром команди, забивши 20 голів у чемпіонаті. В той час універсал навчався в одному із ВНЗ. Під Києвом проводили студентський чемпіонат України, який відвідав відомий український тренер Станіслав Гончаренко, що на той момент очолював «Інтеркас». Помітивши перспективного гравця тренер проводив переговори із «Будівелом», але не зумів домовитися про трансфер.
У 2007 році Коваль у складі команди Дніпропетровської державної фінансової академії, основу якої складали гравці «Будівела», переміг на чемпіонаті Європи серед студентських команд.
Більшу частину першого кола сезону 2007/08 Коваль пропустив через травму, проте встиг забити 5 голів у чемпіонаті. На початку 2008 року гравець більше тижня перебував на перегляді в Санкт–Петербурзі у місцевому «Політесі» після чого перейшов у цей клуб. На той час він мав пропозицію із приблизно такими самими умовами від гранда українського футзалу - донецького «Шахтаря», але вирішав грати у більш сильному чемпіонаті.
Під час виступів за російську команду Ковалю пропонували змінити громадянство, але він не пішов на цей крок. У російський період кар'єри йому регулярно телефонував Станіслав Гончаренко і цікавився майбутнім універсала.
Літом 2010 року новим головним тренером «Політеха» став Юрій Руднєв, а Ковалем цікавилася низка українських клубів, втім Сергій дограв свій контракт до кінця.
Коли контракт з «Політехом» закінчилася, Коваль таки пристав на пропозицію Станіслава Гончаренка і у серпні 2011 року підписав дворічний контракт з львівською «Енергією», яку той очолював. У складі «енергетиків» універсал провів наступні три сезони за які встиг виграти повний комплект нагород чемпіонату і три національні Кубки.
У липні 2014 року продовжив свою кар'єру у польській Екстраклясі, підписавши однорічний контракт з краківською «Віслою Кракбет». Краківський клуб виграв усі три трофеї в сезоні, але через брак коштів припинив своє існування.
Перед сезоном 2015/16 повернувся до «Енергії» і в чемпіонаті забив 6 голів та віддав 1 гольову передачу, чим допоміг львівській команді виграти чемпіонський титул.
Після успішного сезону в «Енергії» підписав однорічний контракт з івано-франківським «Ураганом».
На початку 2018 року Коваль повернувся в «Енергію».
17 липня 2019 року повернувся в івано-франківський «Ураган».

## Виступи за збірні

### Студентська збірна України
Виступав за студентську збірну України на ЧС-2014, де «жовто-блакитні» посіли 9-те місце.

### Національна збірна України
Дебютний виступ універсала за національну збірну відбувся в двадцятишестирічному віці 11 лютого 2013 року, у виграному з рахунком 6:2 товариському матчі проти Польщі.
На чемпіонаті Європи 2016 року провів у складі збірної України усі 3 матчі і зробив 3 гольові передачі.

## Особисте життя

### Родина
Одружений.

## Нагороди і досягнення

### Командні
«Будівел»
 Бронзовий призер Кубку великого Дніпра: 2006
 ДДФА
 Чемпіон Європи серед студентів: 2007
 «Енергія» Львів
- Екстра-ліга
  -  Чемпіон (2): 2011/12, 2015/16
  -  Срібний призер (2): 2013/14, 2017/18
  -  Бронзовий призер чемпіонату України: 2012/13

- Кубок України
  -  Володар (4): 2011/12, 2012/13, 2013/14, 2017/18

- Суперкубок України
  -  Володар (1): 2018

- Володар Кубка Львівщини: 2015[17]
- Володар Кубка Бескидів: 2011[18]
- Бронзовий призер Кубка Львівщини: 2011[19]

 «Вісла Кракбет»
 Чемпіон Польщі: 2014/15

- Володар Кубка Польщі: 2014/15
- Володар Суперкубка Польщі: 2014

 «Ураган»
- Екстра-ліга
  -  Чемпіон (1): 2020/21
  -  Бронзовий призер чемпіонату України (1): 2019/20

- Кубок України
  -  Володар (2): 2018/19, 2019/20